# Agustarello Affre

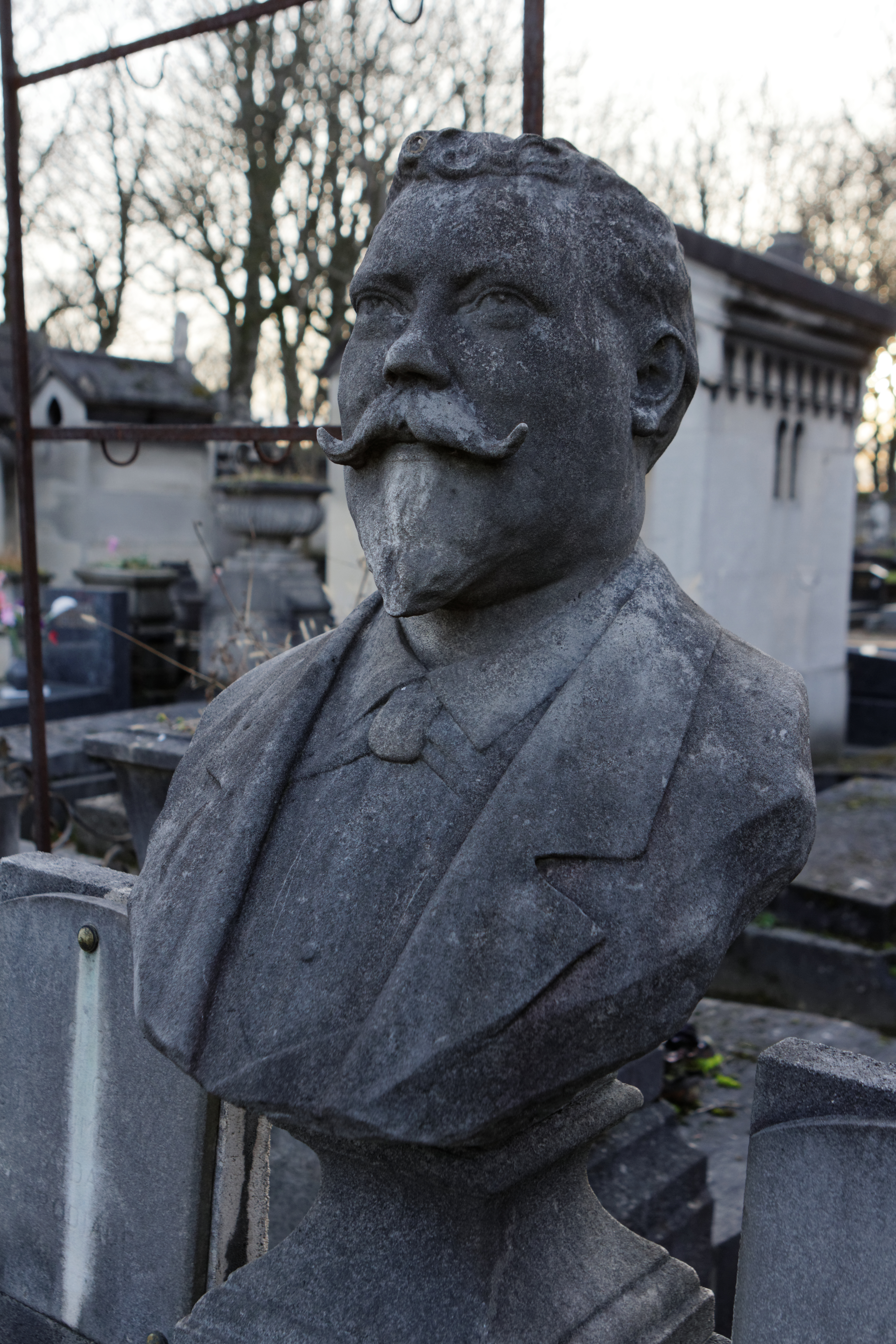
Agustarello Affre

Agustarello Affre (23. Oktober 1858 in Saint-Chinian, Hérault – 27. Dezember 1931 in Cagnes-sur-Mer, Alpes-Maritimes) war ein französischer Opernsänger (Tenor).

## Leben
Nachdem der Direktor der Pariser Oper, Pierre Gailhard, auf seine Stimme aufmerksam geworden war, studierte er zunächst am Konservatorium in Paris und dann am Pariser Konservatorium bei Edmond Duvernoy.
Auf der Bühne debütierte er in Paris 1890 als „Edgardo“ in Lucia di Lammermoor neben der damals schon bekannteren Nellie Melba. Danach feierte er so große Erfolge (u. a. in der Uraufführung der Oper Le mage von Jules Massenet am 16. März 1891), dass er dort bis 1911, dem Abschied Gailhards, ebenfalls seinen Abschied nahm. Während seiner Pariser Zeit unternahm er kaum Gastspiele.
Danach zog es ihn nach Amerika: 1911 war er in San Francisco, 1912 in New Orleans und 1913 in Havanna. Nach seiner Rückkehr nach Europa sang er während des Ersten Weltkriegs vor französischen Soldaten.
Er galt als ein typisch französischer Heldentenor, der als „der französische Tamagno“ bezeichnet wurde. Er trat aber auch in Mozart- und Wagner-Partien auf.
Seine Stimme ist auf vielen Schallplatten erhalten geblieben.